# Chon
Chon (иногда стилизовано CHON) — американская прогрессив-рок группа из Ошенсайд, Калифорния, сформированная в 2008 году.

## История
Группа, изначально состоявшая из гитаристов Марио Камарена и Эрика Ханселя, басиста Эсайи Камарен и барабанщика Нэйтана Камарена, была создана в Ошенсайд (Калифорния) в 2008 году.
В 2013 группы выпустила свой первый мини-альбом Newborn Sun. К тому времени группу покинул Эсайя Камарена, на смену которому пришёл Дрю Пелисек.
После концертных туров группа выпустила свой второй мини-альбом Woohoo! (2014). В результате Chon смогла подписаться на лейбл Sumerian Records.
В 2015 году Chon выпустила свой первый студийный альбом Grow (#122 в Billboard 200). К концу года группу покинул Дрю Пелисек, которого в итоге заменил вернувшийся в Chon Эсайя Камарена.
2017 год был обозначен выходом второго альбома Homey (#66 в Billboard 200), начиная с которого группа стала включать в свою музыку элементы R&B и джаза.
В 2019 году вышел студийный альбом Chon (#191 в Billboard 200).

## Состав

### Нынешний состав
- Марио Камарена — гитара (2008 — наши дни)
- Эрик Хансель — гитара (2008 — наши дни), вокал (2016 — наши дни)
- Нэйтан Камарена — ударные (2008 — наши дни)
- Эсайя Камарена — бас-гитара (2008—2010, 2016 — наши дни)

### Бывшие участники
- Дрю Пелисек — бас-гитара, вокал (2012—2016)

## Дискография

### Студийные альбомы
- Grow (2015, Sumerian Records)
- Homey (2017, Sumerian Records)
- Chon (2019, Sumerian Records)

### Мини-альбомы
- Newborn Sun (2013)
- Woohoo! (2014)

### Демо
- Chon (2008)

### Синглы
- «Story» (2015, Sumerian Records)
- «Splash» (2015, Sumerian Records)
- «Sleepy Tea» (2017, Sumerian Records)
- «Waterslide» (2017, Sumerian Records)
- «Nayhoo» (featuring Masego & Lophiile) (2017, Sumerian Records)
- «Peace» (2019, Sumerian Records)
- «Petal» (2019, Sumerian Records)
- «Pitch Dark» (2019, Sumerian Records)